# Lista de lagos da Letónia
A Letónia conta com 2 256 lagos com área superior a 1 hectare.
Por ordem decrescente, os maiores são:
|     | Nome e distrito (antes da reforma de 2009)          | Área (km2)                        | Comprimento (km) |
| --- | --------------------------------------------------- | --------------------------------- | ---------------- |
| 1.  | Lago Lubāns, distritos de Madona e Rēzekne          | 80,70                             | 15,6             |
| 2.  | Lago Rāzna, distrito de Rēzekne                     | 57,56                             | 12,1             |
| 3.  | Lago de Engure, distritos de Talsi e Tukums         | 40,46                             | 17,9             |
| 4.  | Lago Burtnieks, distrito de Valmiera                | 40,07                             | 13,3             |
| 5.  | Lago Liepāja, cidade-distrito e distrito de Liepāja | 37,15                             | 16,2             |
| 6.  | Lago de Usma, distrito de Ventspils                 | 34,69                             | 13,5             |
| 7.  | Lago Babīte, distrito de Rīga                       | 25,56                             | 14               |
| 8.  | Lago Rušons, distrito de Krāslava                   | 23,73                             | 13               |
| 9.  | Lago Sivers, distrito de Krāslava                   | 17,59                             | 8,1              |
| 10. | Lago Ķīšezers, cidade-distrito de Rīga              | 17,30                             |                  |
| 11. | Lago de Alūksne, distrito de Alūksne                | 15,43                             | 6,6              |
| 12. | Lago Riču, distrito de Daugavpils e Bielorrússia    | 12,83 (dos quais 5,88 na Letónia) | 5,8              |
| 13. | Lago Cirma, distrito de Ludza                       | 12,61                             |                  |
| 14. | Lago Pape, distrito de Liepāja                      | 12,05                             | 8,3              |
| 15. | Lago Kaņieris, distrito de Tukums                   | 11,28                             | 5,2              |
| 16. | Lago Ežezers, distrito de Krāslava                  | 9,88                              | 8,2              |
| 17. | Grande Lago Ludza, distrito de Ludza                | 8,46                              | 7,0              |
| 18. | Lago Alauksts, distrito de Cēsis                    | 7,75                              | 4,8              |
| 19. | Lago Saukas, distrito de Jēkabpils                  | 7,71                              | 6,2              |
| 20. | Lago Drīdzis, distrito de Krāslava                  | 7,53                              | 9,8              |

Por ordem decrescente, os mais profundos são os seguintes:
|    | Nome e distrito (antes da reforma de 2009)          | Profundidade (em metros) |
| -- | --------------------------------------------------- | ------------------------ |
| 1  | Lago Drīdzis, distrito de Krāslava                  | 66,2                     |
| 2  | Lago Garais (commune d'Indra), distrito de Krāslava | 56,0                     |
| 3  | Grand lac Gusena, distrito de Krāslava              | 56,0                     |
| 4  | Lago Riču, distrito de Daugavpils e Bielorrússia    | 51,9                     |
| 5  | Lago retenue de Pļaviņas, distrito de Aizkraukle    | 47,0                     |
| 6  | Lago Geraņimova Ilza, distrito de Krāslava          | 46,0                     |
| 7  | Lago Ormijas, distrito de Krāslava                  | 43,0                     |
| 8  | Lago Ojatu, distrito de Krāslava                    | 40,5                     |
| 9  | Lago Ušurs, distrito de Gulbene                     | 40,0                     |
| 10 | Lago Svente, distrito de Daugavpils                 | 38,0                     |
| 11 | Lago retenue Cirišs, distrito de Preiļi             | 36,5                     |
| 12 | Lago Ērkulis, distrito de Kuldīga                   | 36,0                     |
| 13 | Lago Viešūrs, distrito de Madona                    | 35,0                     |
| 14 | Lago Raipals, distrito de Alūksne                   | 35,0                     |
| 15 | Lago Leja (Kombuļi e Auleja), distrito de Krāslava  | 34,0                     |
| 16 | Lago Puze, distrito de Ventspils                    | 33,6                     |
| 17 | Lago Jazinkas                                       | 33,0                     |
| 18 | Grande Lago Subate, distrito de Daugavpils          | 32,1                     |
| 19 | Dziļezers (Limbaži), distrito de Limbaži            | 32,1                     |
| 20 | Lago Briģene, distrito de Daugavpils                | 32,0                     |